# 耳形船卵蚤
耳形船卵蚤（学名：Scapholeberis aurita）为蚤科船卵蚤属的动物。分布于北半球以及中国大陆的青海等地，属于属广温种类。其常见于湖泊、水库、池塘以及水库等各类水域中。